# Jasmin Stavros
Pour les articles homonymes, voir Stavros.
Jasmin Stavros (nom de scène de Milo Vasić, né le 1er novembre 1954 à Split (république socialiste de Croatie, Yougoslavie) et mort en mai 2023 à Zagreb (Croatie)) est un chanteur pop et chansonnier croate.
Une de ses chansons les plus populaires est Dao bi sto Amerika (J'aurai donné  100 Amériques), qui relate  le temps qu'il a passé aux États-Unis avant de revenir en Croatie peu avant l'indépendance du pays, la valeur inestimable qu'a la Croatie à ses yeux et la douleur d'être loin de chez soi.

## Discographie
- 1987 - Priče iz kavane
- 1988 - Evo mene opet
- 1989 - Ljubio sam anđela
- 1991 - Prijatelji
- 1993 - E moj čovječe
- 1995 - Dijamanti
- 1997 - Zrak, zemlja zrak
- 1998 - Evo puta mog
- 1999 - Dio puta mog
- 2000 - Jutrima
- 2002 - Vučja vremena
- 2002 - Sve najbolje
- 2004 - Krećem ponovo
- 2007 - Nemoj se udavati